# جاناتان آمون
جاناتان آمون (انگلیسی: Jonathan Amon؛ زادهٔ ۳۰ آوریل ۱۹۹۹) بازیکن فوتبال اهل ایالات متحده آمریکا است.
از باشگاه‌هایی که در آن بازی کرده‌است می‌توان به باشگاه فوتبال نورشلان اشاره کرد.
وی همچنین در تیم‌های ملی فوتبال United States men's national under-20 soccer team و ایالات متحده آمریکا بازی کرده‌است.